# ゴー☆ジャス
ゴー☆ジャス（1978年11月10日 - ）は、日本のピン芸人、ネットタレント。福島県いわき市出身。サンミュージックプロダクション所属。
決めゼリフは「君のハートに、レボ☆リューション」

## 来歴
都内を中心にお笑いライブの活動を続け、2007年から本格的にキー局のバラエティ番組へ出演。
2010年6月、当時はダイヤモンド社より刊行されていた『地球の歩き方』大使に就任し、7月にはダイヤモンド社より自身初の著書『ゴー☆ジャスの地球の学び方』を発売。10月、テレビ愛知で初の冠レギュラー番組『ゴー☆ジャスdeナイト』の放送が開始。
2011年3月いっぱいでデンナーシステムズを退社し、同年4月にサンミュージックプロダクションへ移籍。
AppBankの動画出演などゲーム関連の仕事も多く、2014年にはYouTubeにてゲーム実況動画を専門としたチャンネル『ゴー☆ジャス動画@GameMarket』を開設。

## 人物
元教師で校長も経験している厳格な両親のもとに生を受ける。福島県立磐城高等学校出身で理系クラスに在籍。吹奏楽部にてトロンボーンを担当、2年時には全国大会に出場、3年時は副部長を任せられる。ただ、本人は吹奏楽部での活動は快く思っておらず、卒業時には辛い思い出を捨てるように自分の楽器を学校へ寄付してしまっている。進学校に通っていたが大学に進学せず、代々木アニメーション学院声優タレントコースへ入学、卒業。いきなり東京に行くことに怖気づいたため、埼玉県の大宮校に通っていた。
その後は俳優として上京し、その際に所属していた事務所の社長がお笑い好きだったために開催された、事務所内でのお笑いライブに出場して優勝。「劇団で誰がとったか判らない笑いよりも、ピンでやって、良いのも悪いのも自分だし、滑ったら自分が悪い。それが気持ちよかった」という想いからお笑い芸人としてやっていくことを決めた。ただ、親が元教師であったため、がっかりされることを嫌い、お笑い芸人でやっていくことを話さずに活動。活動開始から9年後、『爆笑レッドカーペット』（フジテレビ）のコーナーにてお笑い芸人をやっていることを親に報告することとなった。母親はお笑い芸人になった息子のことを、「自慢の息子」と思っているそう。
出身地について、デビュー当初はアンドロメダ3丁目と称していたが、本来の出身地である福島県いわき市が2011年3月に発生した東日本大震災で被災、更に福島第一原子力発電所事故による風評被害を受けて、復興支援並びに地元の人と繋がる機会を増やしたいとの思いから、出身地設定を同市に変更した。
自身のYouTubeチャンネルにてアプリゲーム『ガンダムブレイカーモバイル』をする際、なおすけ（高見奈央）と対決し負ける事が多く、拗ねたりごねたりと騒ぐ大人げない一面がある。
「SUMMER SONIC2006」、「2007エアギター選手権」出場。
中学生の時に好きだった女の子の名前は「サツキ」。
2024年、日本のプロサッカークラブのセレッソ大阪の試合前イベントやレフェリーエスコート、試合後のスタジアム周回に招かれた。サッカーには縁が無かったが、セレッソのスポンサーがゲーム開発会社のカプコンであった。試合は1-0で勝利しセレッソは開幕から全試合で先制点を取り、無敗で単独首位に立ち、縁起の良い出来事となった。勝利後の集合写真にも写った。2025年も同じくカプコンサポーティングマッチに招待され、勝利に貢献した。

### 私生活
2012年11月10日に一般女性と結婚し、2015年4月22日に第1子となる女児が、2018年1月30日に第2子となる女児がそれぞれ誕生した。入籍日は自身の誕生日でもあり、妻とは地元であるいわき市の復興支援イベントで知り合った。

### 趣味
趣味はゲームや映画鑑賞で、好きな映画として『ベルベット・ゴールドマイン』『ヘドウィグ・アンド・アングリーインチ』『バットマンシリーズ』を挙げている。また、その映画好きが高じて、2010年10月よりTVステーションのWebサイト上に、「ベルベット☆ゴールドシネマ」という映画紹介コラムの連載を開始した。特撮好きでも知られ、特に「平成仮面ライダー」シリーズの熱狂的大ファンであり、それらのフィギュアやグッズの収集を趣味としており、その熱心なマニアぶりの様子は、2010年7月放送の『『ぷっ』すま』（テレビ朝日）でも紹介された。特撮専門誌『宇宙船』（ホビージャパン）でコラムの連載をしている。
『ジョジョの奇妙な冒険』や「ガンダムシリーズ」の熱狂的大ファンでもある。『魔神英雄伝ワタル』はアニメの世界にはまり込む原点の作品であり、アニメ雑誌を購入したりアニラジを聴くきっかけになったという。過去に放送されていた、田中真弓と伊倉一恵のラジオ番組にハガキを送り、それが読まれたことがある。
カレーライスが大好物で、ブログ等にも頻繁にカレーライスの画像が投稿されている。30代後半の頃から、カレーは胃に負担がくるために日本そばなどを好むようになる。
『パズル&ドラゴンズ』がリリースして間もない頃からプレイしているなど、ゲーマーとしての一面もあり、前述の動画投稿に繋がっている。
『モンスターストライク』も早い時期からプレイしていて、周年などのイベントにゲスト出演をしている。イベント終了間際には、ゴー☆ジャスが発言するタイミングで限定キャラの進化発表演出が入る事が多く、「ゴー☆ジャス確定演出」と呼ばれている。上記の事から、ゴー☆ジャスが登場すると大歓声があがったり、ライブ配信中のコメント欄では大盛り上がりとなっている。
好きなポケモンはピチューであると公言していたが「結局ライチュウ！」とも発言していた。
好きな花はひまわり。好きな色は黄色。

## 芸風
主にショートコント。地球儀（ビーチボール型の簡易式、詳しくは後述）を用い、国名や地名を駄洒落に使ったオチに持って行く（オチを言う時、左手をベルトにあて、右手を左腰の横から右肩の方へ引くようなポーズをとる。右手は何かをつまむような形）。激しく足踏みしながら地球儀を両手で回し駄洒落に使った国名や地名を探す。見つけ次第、地球儀を自分の顔の右側に持っていき、右手人差し指で指差して「ここ!」か「ここ! 〜（駄洒落の国名や地名）!」と叫ぶ（また、ネタによっては「訳わかんねぇだろ!」など自虐めいたオチをつけたり、駄洒落が非常に簡単な場合「そんなバハマ（馬鹿な）」と言ってバハマを指し、「～（駄洒落の国名や地名）だと、思ったろ?」と言って、あえて伏線を回収しないこともある。）。2007年以降、国や地名は正確な位置を指すようになっている。学校での営業の際は、位置がわからなくなり地理の担当教師を呼ぶというくだりを定番にしている。
主な決め台詞に「君のハートに、レボ☆リューション!」「（こんな展開、）ファンタ☆スティック!」などがある。2024年、ゴー☆ジャス動画の企画でChatGPTにゴー☆ジャスのネタを聞いたところ、「コスモを感じる」という架空のネタが挙げられたことにより、それを逆輸入する形で動画冒頭の挨拶で視聴者に問いかける疑問形（コスモ感じる～?）に変えて使用するようになる。使い始めた当初はまだ馴染んでおらず、高見奈央以外のオペレーターたちには不思議がられていたが、使い続けていくうちにオペレーター陣にも浸透し、フレーズも省略した「コスモってる～?」に変化している。
「ダイナマイト・デビル・ゴー☆ジャス」のキャラクターの時には、主に様々なストーリーの中に乱入するというネタで、その中で「GO TO HELL!」と言ってゴルフクラブを振るパターンがある。
また「ギャグ、ギャグギャグ流星群!」と言って一発ギャグを披露するパートも設けている。この時は地球儀を使わないで進行している。

### キャラクター設定等
『ゴー☆ジャス』という名前はロックバンドTHE YELLOW MONKEYの『ゴージャス』という楽曲が由来である。ゴージャスのままではネット検索に引っ掛からないため『☆』を入れている。
ゴー☆ジャスは7人いるとされており、キャプテン・ヘヴィー・ゴー☆ジャス以外にも
- 31世紀から来たロックスター「"スター・ゴー☆ジャス"」
- 落語侍「サムライ・ヴィクトリー・ゴー☆ジャス"」
- 地底人スーパーモデル「"ガイア・ゴー☆ジャス"」
- 魔界プロゴルファー「"ダイナマイト・デビル・ゴー☆ジャス"」
- エンターテインメントの神様「"メサイア・ゴー☆ジャス"」
- 全ての色を混ぜると黒になる「"ブラック・ゴー☆ジャス"」

が存在する。メサイア・ゴー☆ジャス、ブラック・ゴー☆ジャスは設定のみの存在で披露されたことはない。
キャプテン・ヘヴィー・ゴー☆ジャスでのキャッチコピーは「泣く子も黙る宇宙海賊」。髑髏のマークが入った黒い帽子と、左目に黒い星型のメイクを施し、白塗りをした顔が特徴。キャラクターの設定として、正式名は「キャプテン・ヘヴィー・ゴー☆ジャス」、出身は「アンドロメダ3丁目」であるという。
ゴー☆ジャスとしての活動とは別に、ロイヤル☆セレブリティというフリーのコンビとしての活動も行っていた。ここでは青い髪が特徴の独梨子（ドリス）として、ゴスロリピン芸人紅梨子（クリス）と共にゴスロリ風の衣装で出演している。また、エアギターのパフォーマンスを行う事でも知られ、SUMMER SONIC2006および2007のエアギター選手権へ出場したり、エアギタージャパン2006の日本決勝大会では第10位を記録している。
2010年末頃からは、宇宙海賊キャラの他に前述の、魔界プロゴルファーの「ダイナマイト・デビル・ゴー☆ジャス」を演じている。宇宙海賊だが、キャッチコピーが「白塗り鬼スベリ」だと桶ちゃんの悪ふざけで命名される。
2024年3月23日に出演した中テレ祭り2024で自身のキャラがどうやって誕生したか話した。ゴー☆ジャスになる前、芸人を目指して上京すると決め、当時のスーパーひたちに乗車して向かっている途中で宇宙から特殊な電波が増井智宏に直撃し、ゴー☆ジャスが誕生したとのことたが諸説あり。
左肩に乗っている鳥は宇宙インコの「アン☆ジェリーナ」で、巨大化して宇宙船になるという設定。紫の豪華な衣装は3着あり、営業用とコント用と保留用であるらしく、宇宙にあるハラジュ〜クでオーダーメイドしているとのこと。基本衣装はファブリーズでクリーニングに出さずに汚れてきたら処分するとのこと。
2025年4月13日、ホロライブプロダクション戌神ころねの6周年記念配信にて、「顔の★マークは宇宙人に連れ去られた際に入れられた焼き印」である事を発表した。

## ヴィジュアル面
- ウィッグは、東京・浅草橋に自社ビルを構えるゼファー社のものを使用。サイクロンZとともにゼファーの店舗イベントに出演した経歴もある。
- インナーは長袖、ジャケット同様紫であるが、やや赤みがかっており、光沢がある。エアギター選手権にはジャケットを着用しないインナー姿で参加していた。
- ブーツは銀色で厚底。
- 主な衣装は以上だが、近年はインナーは紫のフリルシャツに白いボトムスに黒いブーツを着用している。
- メイクは白塗りをベースに、「ロイヤル☆セレブリティ」にも見られる囲み目アイライン＋ボリュームのある付けまつげ、という目ぢからを強調するものになっている。
- ネタで使用する地球儀は、空気を入れて膨らませるタイプである。「グローブボール」という商品名で、東京神田神保町の地図専門店「マップハウス」が企画・制作し、自社店舗の他、東急ハンズにも卸していた。国ごとに色分けされている「行政」というタイプ（2500円）を使用している。地球儀をプレゼントすることもあり、大塚愛、欅坂46の渡辺梨加、バナナマンの日村勇紀、BE：FIRSTのRYUHEIにあげたことがある[33]。
- 公称の身長165cmとしているが、響の小林（161cm）と並ぶと彼より低いことが判明している[34]。

## 出演

### テレビ
レギュラー出演
- アイドルマンション物語（2009年10月2日 - 2010年3月末、エンタ!371） - レギュラー出演
- ゴー☆ジャスdeナイト（2010年10月6日 - 2011年3月30日、テレビ愛知） - 毎週水曜レギュラー
- コエキタ!!（2012年4月17日 - 2013年3月26日、北海道放送） - レギュラーMC
- なかのひと。（2013年4月9日 - 2014年3月25日、北海道放送） - レギュラーMC
- ヤンごとなき!（2014年 - 、新潟テレビ21） - 月1レギュラー[3]
- NET BUZZ（NHK） - 不定期出演[3]
- ゲームズ・ボンド (2018年 - 、テレビ朝日)
- ゴー☆ジャスのワールドクッキング　(2024年3月27日 - 、東海テレビ,locipo)

ゲスト出演
- 森田一義アワー 笑っていいとも!（フジテレビ）『チャンスがアルタ!!金のたまごクラブ』コーナー
  - 2006年1月16日
  - 2006年2月20日
- インパクト!（フジテレビ）
  - 第1回　2006年4月10日
  - 第10回 2006年6月12日
- 堂本剛の正直しんどい（2006年9月13日、テレビ朝日）
- 第57回NHK紅白歌合戦（2006年12月31日、NHK) - 『2006スーパーレビュー』のコーナーで、ダイノジ大地を筆頭に他のエアギタリスト達と「Are You Gonna Be My Girl」でエアギターを披露。SMAPが「Dear WOMEN」を歌っている背後で、賑やかしとして参加。
- ぐるぐるナインティナイン（日本テレビ） - おもしろ荘へいらっしゃい! 3回出演
  - 2007年8月17日
  - 2008年3月21日
  - 2008年5月9日
- お笑い Dynamite!（TBSテレビ）
  - 2007年12月28日 キャッチコピーは「ダジャレで世界旅行」
  - 2008年12月28日 キャッチコピーは「ダジャレ世界征服」
  - 2009年5月3日 キャッチコピーは「ダジャレ世界征服」
  - 2009年12月29日 キャッチコピーは「ダジャレ世界征服」
- ヤレデキ!世界大挑戦（2007年11月17日、TBS）
- メントレG（2008年2月3日、フジテレビ） - 「呼んじゃった!!芸人さんいらっしゃい」のコーナー、国分太一推薦として出演
- ラジかるッ（2008年4月7日 - 9月29日、日本テレビ） - 毎週月曜日「特だねワイド」コーナーで、突撃レポーターレギュラー出演。他コーナー、他曜日も多数出演。以降は、墓場芸人枠でのイレギュラー出演。
  - 2008年10月9日「うれしはずかし写真館」コーナーでネタ披露。
  - 2008年10月21日「オレ様のブランチ」コーナー出演
  - 2008年11月26日「ちょっと何の日?」コーナー出演
  - 2008年12月23日「ちょっと何の日?」コーナー出演
  - 2009年1月8日「ちょっと何の日?」コーナー出演
- リンカーン（TBS）
  - 2008年3月4日は『芸人タワー』のコーナーに出演。
  - 2008年6月3日は『ギャグ世界陸上20m走』のコーナーに出演。
  - 2008年8月12日、『芸人大運動会2008』のコーナーに出演。ボケとツッコミのチームでは、ツッコミであった。
  - 2008年8月19日、『芸人大運動会2008』のコーナーに出演。ボケとツッコミのチームでは、ツッコミであった。
- ザ・カタログ（2008年4月19日、TBS）
- ザ・イロモネア（TBS）
  - 2008年5月10日 ゴールドラッシュ に出演。ファーストチャレンジをクリアー。
  - 2008年6月28日 ゴールドラッシュ に出演。セカンドチャレンジをクリアーならず。
  - 2008年9月6日 ゴールドラッシュ に出演。またしても、セカンドチャレンジをクリアーなず。
  - 2008年12月6日 ゴールドラッシュSPに出演。セカンド、ファイナルチャレンジを連続クリアー。
  - 2008年12月20日 ゴールドラッシュ勝ち上がり芸人総集編にVTR出演。
  - 2009年1月17日 イロモネアサバイバルSP(2時間特番)に出演。サードステージの「モノマネ」で敗退。
  - 2009年4月16日 イロモネアSP(3時間特番)のピンモネアに出演。セカンドステージの「泥棒」で敗退。
  - 2009年11月5日 ピンモネアに出演。ファイナルステージの「謝罪会見」で敗退。
  - 2010年3月11日 ザ・早ボケハウス123に出演。ドッキリロケ企画。
- 21世紀エジソン（2008年5月20日、TBS） - 『お笑いミュージアム』の企画で出演
- 学校へ行こう!MAX（2008年5月20日、TBS）
- うたばん（2008年5月29日、TBS)
- もりすぎ★パンチ（2008年6月3日、東海テレビ）
- 第13回 お笑い芸人歌がうまい王座決定戦スペシャル（2008年8月19日、フジテレビ） - 1回戦「千の風になって(秋川雅史)」、2回戦「誘惑(GLAY)」歌唱。2回戦敗退。
- 24時間テレビ 31直前ラジかるッが生突撃!!秘舞台裏を大公開（2008年8月30日、日本テレビ）
- 爆笑ピンクカーペット（2008年8月30日、フジテレビ） - キャッチコピーは「パイレーツ・オブ・コスモ」
- お試しかっ!（2008年9月8日、テレビ朝日） - 女子中学生人気No.1決定戦!出演
- 行列のできる法律相談所（2008年9月21日、日本テレビ）
- 爆笑レッドカーペット（フジテレビ）
  - 2008年10月22日（初出演）キャッチコピーは「パイレーツ オブ コスモ」
  - 2009年3月11日 キャッチコピーは「パイレーツ オブ コスモ」
  - 2009年1月1日　新春ピンクカーペット
  - 2009年5月16日 バカリズムとのコラボカーペットとして登場
  - 2009年6月13日 キャッチコピーは「パイレーツ オブ コスモ」
  - 2009年7月11日 2時間スペシャルに出演。キャッチコピーは「パイレーツ オブ コスモ」
  - 2009年9月12日 地球儀（大）をテレビ初使用。キャッチコピーは「パイレーツ オブ コスモ」
  - 2009年10月3日 2時間スペシャルの「芸人ドッキリ(秘)大暴露!!」に出演。スペシャルの名物コーナー「芸人大陸」で両親に芸人活動を告白するロケを行った。
  - 2010年1月1日 新春2時間半スペシャルに出演。キャッチコピーは「パイレーツ オブ コスモ」
  - 2010年4月18日 永井佑一郎とのコラボカーペットとして登場
  - 2012年7月28日 爆生レッドカーペット 真夏の最強ネタ祭り!お笑い世代交代SP!!
- ファミレストーク王決定戦（フジテレビCS721 - フジテレビONE ）
  - 2008年11月11日他 #10 出演。
  - 2009年5月24日他 #20 出演。
- タカトシのばんせんかッ（2008年11月16日、日本テレビ） - 島田紳助の番組収録現場へレポートに行き、そこで島田紳助本人から、以前(ゴー☆ジャスと)飲んだ事があるという、意外な交遊録が発覚し、スタジオが騒然となる。
- 謹賀ラジかるッ2009（2009年1月1日、日本テレビ）
- 南海荘も大わらわ! ハマっちゃいなよ! （2009年4月5日・11日、中京テレビ）
- アニメ女子部（AT-X）
  - 2009年5月3日他 特番に出演。
  - 2009年8月23日 特番に出演。
- ウエンズデー J-POP（2009年5月20日、NHK-BS2）
- Goroプレゼンツ マイ・フェア・レディ（2009年7月29日、TBS）
- クイズプレゼンバラエティー Qさま!!（テレビ朝日）
  - 2009年9月7日出演 - プレッシャーSTUDY 激突! インテリ俳優&女優軍団vsインテリ芸人軍団SP
  - 2009年11月9日出演 - プレッシャーSTUDY 激突! 東大京大軍団vsインテリ芸人軍団SP
- タカトシのサバイバルマーケット 〜体を張って競り落とせ〜（2009年11月21日 日本テレビ）
- ペケポン（2010年2月19日、2013年1月25日・2月22日、日本テレビ）
- シックスハンターII 〜最強魂への道のり〜（2010年4月30日・5月7日、テレビ愛知）
- ウンナンのラフな感じで。（2010年5月13日、TBS）
- 『ぷっ』すま（テレビ朝日）
  - 2010年7月27日出演 - ペア当て眼力バトル! リアル神経衰弱!
  - 2010年11月2日出演 - ザ・ギリギリマスター!
- トレびあん（2010年8月17日、テレビ愛知）
- 熱中! ふくしま2010夏III（2010年8月28日、福島中央テレビ）
- 3時のつボッ!（2010年10月17日、テレビ愛知）
- おはスタ（2011年8月8日 - 11日、テレビ東京系） - 連続ドラマ「コロコロ編集部 最強伝説」
- 城島茂の週末ナビ ココイコ!（2011年10月8日、テレビ朝日）
- サタネプ☆ベストテン（2011年10月15日、TBS） - 最高月収は150万円であったこと、貯金は最大で500万円あったこと、現在は芸人としての収入は10万円で渋谷のコンビニでアルバイトをしていることを明らかにした。新ネタである「魔界プロゴルファー」を披露したが会場は静寂に包まれ、田中みなみの笑い声だけが響いた。
- モエヤンの「ありがとうごじゃいます」（2011年9月19日、あっ!とおどろく放送局）
- リアルスコープZ（2012年6月9日、フジテレビ）
- 中居正広の怪しい噂の集まる図書館（2012年10月30日、テレビ朝日）
- クイズ$ミリオネア（2013年1月2日、フジテレビ）
- PON!（2013年1月25日、日本テレビ）
- すすきの天国 よるたま（2013年3月31日、テレビ北海道）
- モンハンぷらす 一狩りいこうぜ!4（2013年11月9日、テレビ東京）
- スッキリ!!（2013年12月26日、2015年8月5日、日本テレビ）
- ギリギリくりぃむ企画工場（2014年3月3日、テレビ朝日）
- ドミソラ♪ (福島放送)
  - 2014年3月8日
  - 2015年5月30日
- 特命！スマホゲーム征服宣言（2014年9月26日、フジテレビ）
- ABUアジア子どもドラマシリーズ（2015年7月21日 - 24日、NHK Eテレ）
- バイキング（2015年7月21日、フジテレビ）
- くりぃむナンチャラ（2015年11月13日、テレビ朝日）
- とんねるずのみなさんのおかげでした（2015年11月26日、フジテレビ） - お笑イミグレーションNEXT 出演
- 聖夜のネタ祭!お笑いクリスマスショー!!（2015年12月22日、TBS）
- 欅って、書けない?（2016年4月6日、テレビ東京）
- ナカイの窓 陣内ありえへんSP（2016年6月8日、日本テレビ） - 白塗りSPと偽って実は陣内特集だという陣内へのドッキリ企画。冒頭で一瞬だけ登場した。
- 指原(さし)ペディア「ゲームを検索せよ!」（2016年7月2日、NHK）
- ダウンタウンのガキの使いやあらへんで!!（2016年7月3日、日本テレビ） - 「GOTTSUAN 芸能事務所対抗相撲最強マネージャー決定戦!!」
- さまぁ〜ずの芸人100人が答えました! ★業界ビックリ!芸人界丸分かりSP★（2016年7月5日、TBS）
- 超絶!世界ドッキリ映像GP!（2016年8月17日、TBS） - 「世界の名作 日本の芸能人に仕掛けちゃいましたSP」
- おはスタ（2016年10月26日、テレビ東京） - おはネタ選手権ハロウィンSP 出演
- おしゃれイズム（2016年10月30日、日本テレビ） - 大人気のメイプル超合金!謎の私生活&最高月収を大公開!
- 水曜日のダウンタウン（TBS）
  - 2015年12月9日、「2015年、最も学園祭に呼ばれたの俺説」にて、2015年学園祭に呼ばれた人気芸人ランキング1位に選ばれた
  - 2016年7月13日、「自分の商売道具 完璧に把握していなければプロ失格説」にてマダガスカルクイズに挑戦
  - 2018年11月14日、親子リアル脱出ゲーム
- さんまのお笑い向上委員会（フジテレビ）
  - 2016年6月11日、第54話【サンミュージック革命】
  - 2016年6月18日、第55話【翔べ！サンミュージック】
  - 2016年8月13日、第61話【バブルの果てまでイッテQ】
  - 2016年10月22日、第70話【ソフトvsハード】
  - 2017年3月18日、第90話 【同期芸人 共演NG問題】
- ダウンタウンDX 新春2時間スペシャル 第二部（2017年1月12日、日本テレビ系）
- モニタリング（2017年6月1日、TBS）
- 特捜警察ジャンポリス（2017月6月17日、テレビ東京）
- ドミソラ2（2017年1月28日、福島放送）
- ウチのガヤがすみません!（日本テレビ）
  - 2017年1月15日
  - 2017年6月27日
  - 2018年4月10日
- バズリズム02（2018年5月4日、日本テレビ） - アイドルの神宿をリポート
- ソノサキ〜知りたい見たいを大追跡!〜（2018年10月16日、テレビ朝日） - 平成30年ブームのその先SP! 出演
- 「おじさん爆弾」#15（2018年12月26日、テレ朝チャンネル1）
- ニノさん（2019年4月28日、日本テレビ）
- 東北魂TV（2019年9月1日・8日・15日、BSフジ） - 真夏の福島ツアー！出演
- おはスタ（2019年11月18日 - 22日、テレビ東京） - 1週間連続ドラマ「朝のおはドラ」【おはガールが出逢った不思議な生き物 -歌とダンスでリズモを救え！-】第1話から第5話に出演。 youtubeにて公開されている。
- ドリーム東西ネタ合戦（2020年1月1日、TBS）
- くりぃむナンチャラ（2020年1月10日、テレビ朝日） - 「クイズ技術さんが考えました」出演
- ネタフェスJAPAN（2020年2月24日、日本テレビ）
- みのもんたのズバッと生中継！みやぎの裏側（2020年2月26日、TBCテレビ）
- ららら♪クラシック 吹奏楽のすべて（2020年2月28日、NHK Eテレ）
- キニナルイワテ（IBC岩手放送）
  - 2019年3月27日
  - 2020年3月25日
  - 2021年3月31日
  - 2022年3月23日
- 相席食堂（2020年4月28日、朝日放送テレビ） - 白塗り-1グランプリ 出演
- 笑いの王者が大集結！ドリーム東西ネタ合戦 超豪華特別編（2020年6月1日、TBS）
- 爆笑問題のシンパイ賞!!（2020年8月28日、テレビ朝日）
- しくじり先生 俺みたいになるな!!（テレビ朝日）
  - 2020年9月14日 お笑い研究部 「相方が急にお休みになっちゃった時を考える」前編
  - 2020年9月21日 お笑い研究部 「相方が急にお休みになっちゃった時を考える」後編
- チコちゃんに叱られる!（2020年9月25日、NHK）
- DASHでイッテQ! 行列のできるしゃべくり日テレ系人気番組No.1決定戦（2020年10月4日、日本テレビ）
- ビートたけしの公開！お笑いオーディション 生放送（2020年12月23日、TBS）
- 千鳥のクセがスゴいネタGP（2021年3月18日、フジテレビ） - ジャニーズWEST 濱田崇裕とのコラボ出演
- 市町村てくてく散歩（千葉テレビ）
  - 2021年6月4日 #05 〜ゴー☆ジャスさんが富里市をてくてく〜
  - 2021年9月24日 #20 〜ゴー☆ジャスが鎌ケ谷市をてくてく〜
  - 2022年7月16日 #50 〜ゴー☆ジャスが一宮町をてくてく〜
- ロンドンハーツ（テレビ朝日） 
  - 2020年12月22日「クリスマスだよ! 太夫フェス」 白塗り中
  - 2021年12月14日「太夫フェス2021」 あつまれしろぬりの森
  - 2024年6月11日「太夫フェス訳あって2023 後半戦」白塗りJAPAN
  - 2024年12月24日 「太夫フェス2024」けん玉連続成功チャレンジ (本番不参加)
- 声優パーク建設計画VR部（2021年6月20日、テレビ朝日）
- オトラクション（2021年6月1 - 15日・29日、TBS） - ナビゲーター（実況）として出演
  - オトラクション 2時間SP（2021年6月29日）
- ネプリーグ（2022年2月21日、フジテレビ）
- らんきんぐバカ（2022年3月12日、読売テレビ）
- すイエんサー（2022年4月10日、NHK） - 「おうちで作れる！ゴージャスな給食」
- キョコロヒー（2022年5月4日、テレビ朝日）
- サタデーウォッチン!（2022年7月30日、TBC東北放送）
- 行列のできる相談所（2022年9月4日、日本テレビ系）
- 水野真紀の魔法のレストラン（2022年9月21日、MBS毎日放送）
- ヤバババンビ #16 #13 宇宙海賊降臨！ヤババドッキリ〈マジバンビ探し〉編（2022年10月21日、テレビ東京）
- くりぃむナンタラ（2023年2月12日、テレビ朝日）
- ビットワールド スペシャル生放送（2023年2月24日、NHK） - 【スナスナパニック！！！！よみがえれイチバン星！！！！】宇宙海賊ゴー☆ピオン 役
- ビットワールド（2023年5月12日、NHK） - ひらめきジャンケンスペシャル
- ニノさん（2023年5月21日、日本テレビ）
- ラヴィット!（2023年6月27日、TBS）
- 東野幸治の福島移住計画（2023月9月18日、福島中央テレビ）
- 「アイドルマスター ミリオンライブ！」TVアニメ放送開始直前まるわかりSP！（2023年10月1日、テレビ東京）
- にちようチャップリン（テレビ東京）
  - 2023年11月18日
  - 2024年3月16日
- サクマ&ピース season4（2023年12月24日、福島中央テレビ、Hulu） - 第4回「ネオクリスマスいわき」編
- ヤバすぎる芸能界を駆け抜けろ！我こそハイテンション＆破天荒だ！ツイステッド・メタル芸人サミット（2024年2月17日、日本テレビ系、Hulu）
- 前略、大とくさん（2024年6月2日、中京テレビ）
- マンガ、鬼ほど好きなんで（TOKYO MX） - つのりす 役
  - 2024年5月30日、98回『J⇔M ジェイエム』
  - 2024年6月6日、99回『今日から始める幼なじみ』

### ラジオ番組

#### レギュラー出演
- スベル兄弟（2017年1月 - 、TBCラジオ） - 月1レギュラー[3]
- 宇宙海賊のくせにアプリゲームやってたらなんとなーく業界に残れてて今を生きてるが君はどう？（2022年4月16日 - 、GERAラジオ）

#### ゲスト出演
- もじゃ先輩とさくら君（2014年5月15日、ラジオ関西・アニたまどっとコム）
- バナナマンのバナナムーンGOLD（2015年8月28日、TBSラジオ、JRN、ラジオ関西）
- ミューコミプラス（2016年8月24日、ニッポン放送） - 『現役アナウンサー vs YouTuber 深夜ラジオで○○してみた!!』[35]
- ネクストサイエンスジャム vol.1（2017年3月25日、文化放送）
- 「ONE MORNING」（2020年12月21日、TOKYO FM） - 鈴村健一が休みで髭男爵山田ルイ53世と共に代打として出演。
- ファイルーズあいの愛ルーズfight！ 第43回（2022年3月15日、インターネットラジオステーション音泉）[36]
- 水曜スペシャル（2022年8月31日、レインボータウンエフエム放送）
- ナイツ ザ・ラジオショー（2022年11月2日、ニッポン放送）[37]
- やまちゃん・かおりのウィークエンドスクランブル 生放送（2023年3月4日、YBC山形放送）
- リモしるの体験版 第11回（2023年12月13日、文化放送）
- マヂカルラブリーのオールナイトニッポン0(ZERO)（2024年2月2日、ニッポン放送）[38]
- おとなりさん（2024年3月25日、文化放送）「平子祐希の今さらアカデミー」
- おのとゆうやの ほのぼのゆうやけラジオ #63【本編】公開収録 with ゴー☆ジャス（2024年3月31日、福島中央テレビ、Podcast）

### インターネット配信番組

#### レギュラー出演
- ゴー☆ジャスのアイドル呼びたいけど仕方ないからマリアで（2013年 - 2015年、ニコジョッキー）
- ゴー☆ジャスのセレブでゴメ～ンね♪（アフリカTV） - 毎週木曜日生配信
- 【生放送】生でグダグダやらせてくれよ！【火ー☆ジャス】（2017年 - 、ゴー☆ジャス動画@GameMarket）
- ゴー☆ジャス@レボ☆リューション
  1. ゴー☆ジャス＠レボ☆リューション〜こんな声優ファン☆タスティック with ちくわP〜（2018年 - 2022年、ニコニコ生放送・FRESH LIVE〈2019年まで〉・YouTube Live）[3]
  2. ゴー☆ジャス＠レボ☆リューション〜こんな声優ファン☆タスティック with 日向もか〜（2023年 - 、ニコニコ生放送・YouTube Live）[39]
- カプコンTV[3]

#### ゲスト出演
- 芸能㊙チャンネル #206（2017年2月6日、AbemaTV） - ゲスト出演
- 【にじくじ新春3時間SP2019】にじさんじのしちじじゅうじ〜やられる前にやれ〜（2019年1月3日、AbemaTV）
- 7.2 新しい別の窓 #21（2019年12月1日、AbemaTV） - ゲスト出演
  - 7.2 新しい別の窓 #22 元日SP（2020年1月1日、AbemaTV）  - ゲスト出演
- 石橋貴明プレミアム お笑い給付金withタカさん（2020年7月10日、AbemaTV）
- 勝負駆け！笑いのターンマーク #38（2022年1月1日、AbemaTV）
- ABCゲーム（2024年5月18日）
- 戌神ころね6th記念★☆ 3D＆パペットライブ！？（2025年4月13日、YouTube Korone Ch.） - ゲスト出演[40]

### テレビドラマ
- ザ・クイズショウ 第3話〈前編〉（2008年7月19日、日本テレビ） - 本人 役
- 烈車戦隊トッキュウジャー 第20話（2014年7月13日、テレビ朝日） - 芸人（本人） 役

### 映画
- ナンバーワン戦隊ゴジュウジャー 復活のテガソード（2025年7月25日、東映） - 本人 役[41]

### 声優
テレビアニメ
- デート・ア・ライブ（2013年 - 2024年） - 中津川宗近 役[42]

劇場アニメ
- 劇場版デート・ア・ライブ 万由里ジャッジメント（2015年）
- 映画 プリキュアミラクルユニバース（2019年） - 宇宙警備隊隊員 役[43]

吹き替え
- ギフテッド 新世代X-MEN誕生 第10話（2018年） - 研究所技術者 役

ゲーム
- 幻獣契約クリプトラクト（2016年） - ペサギドーン[44]

その他のテレビ番組
- ワラッチャオ!（2015年4月5日 - 2017年3月26日、NHK BSプレミアム） - ウイルス君

### CM・広告
- 土崎BC （2009年3月 - 9月） - 秋田県限定TVコマーシャル
- ワーナーミュージック・ジャパン フロー・ライダー「俺のルーツ」（2009年4月20日 - 5月31日） - TVコマーシャル
- 横浜・八景島シーパラダイス「アクアライドII」リニューアルキャンペーン （2009年7月1日 - 9月27日） - ラジオコマーシャル、中吊り広告等
- 「TSUTAYAプレミア」モバゲータウン内キャンペーン（2009年7月7日 - 8月13日）
- 地球の歩き方（2010年6月 - ） - 大使就任
- キング観光（2011年4月 - ） - 東海地区ローカルCM
- UQ mobile「UQクリニック『回らない首』編」（2018年6月1日 - ） - WEB CM[3][45]
- かしいかえんリニューアルオープン（2017年3月）
- JA全農いわて 銀河のしずく（2017年1月 - ）
- 生活向上研究所（2018年 - ） - 広島地区ローカルラジオCM[46]
- インク革命.COM（2020年10月 - ） - コラボ＆CM
- KDDIエボルバ「エボジョブでエボれば？」篇（2021年3月8日 - ）
- 株式会社SAKAI OITAリノベ（2021年8月10日 - ）
- PS5/PS4『地球防衛軍6』「ファンタスティック篇」（2022年8月） - WEB CM
- 日清シスコ ごろグラ「レボ☆リューション篇」（2023年11月13日 - ） - WEB CM
- アース製薬 モンダミン 自動で出てくるモンダミン「片手を使用中の方に使っていただきました。-ゴー☆ジャス-」篇  （2024年3月21日 - ）
- ウリドキ 買取プラットフォーム「ウリドキ」（2024年8月12日 - ）[47]

### PV
- 宇宙戦隊NOIZ シングル「センチメンタルドロップキック〜GALAXY SUMMER OH! MY JULIET〜」（2008年8月6日発売、CROSS M RECORDS）
- 筋肉少女帯 アルバム「シーズン2」収録「世界中のラブソングが君を」（2009年5月20日発売、トイズファクトリー）
- 煌めき☆アンフォレント「奇跡≒スターチューン」（2019年3月18日） - YouTubeにて公開
- ぺこぱ「Earth」（2023年3月6日） - YouTubeにて公開[48]
- 秘密結社コヤミナティ「Hello there」（2024年10月13日） - YouTubeにて公開

その他の出演
2024年10月14日、昭和女子大学人見記念講堂にて行われた秘密結社コヤミナティによる皆祝祭2024まみむめムー大陸の「Hello there」の曲の時に一部だけ出演

## 作品
DVD
- ゴー☆ジャス ファンタ☆スティックWorld（2008年10月31日発売、ケンメディア）

CD
- ニコニコ動画ふぃ〜ちゃりんぐBEST（2009年10月21日発売、ビクターエンタテインメント）
  - 収録曲「ダンシング☆サムライ ver 2.0 feat.ゴー☆ジャス&ぽこた」に参加
- 宇宙戦隊NOIZ「CUBE」（2008年10月1日発売、CROSS M RECORDS）　
  - 収録曲「WELCOME TO THE パラ☆ダイス 」に参加

アプリケーション
- ゴー☆ジャスの 地球丸ごとレボリューション（2011年4月18日発売、ジグノシステムジャパン） - タブレット端末用
- もりだくサンミュージック 〜大人のあいうえお〜（2012年2月23日配信、ジグノシステムジャパン） - iPhoneアプリ）[3]

書籍
- ゴー☆ジャスの地球の学び方（2010年7月11日発売、ダイヤモンド社）

雑誌
- コラム連載（宇宙船）[3]